# Hiromi Kodžima
Hiromi Kodžima (japonsko 小島 宏美), japonski nogometaš, * 12. december 1977.
Za japonsko reprezentanco je odigral eno uradno tekmo.